# 蕭九成 (正統進士)
蕭九成（1420年—？），字鳳儀，廣西桂林府義寧縣人，民籍。明朝政治人物。進士出身。

## 生平
廣西鄉試第十六名。正統十三年（1448年）戊辰科會試第八十三名，殿試登進士第三甲第十六名。

## 家族
曾祖父蕭子紹。祖父蕭景春。父亲蕭學信。